# Andrew Kozek
Andrew Jacob Kozek (* 26. Mai 1986 in Revelstoke, British Columbia) ist ein ehemaliger kanadischer Eishockeyspieler, der zuletzt bei den Ravensburg Towerstars in der DEL2 unter Vertrag stand.

## Karriere
Andrew Kozek begann seine Karriere als Eishockeyspieler bei den Surrey Eagles, für die er von 2003 bis 2005 in der British Columbia Hockey League aktiv war. In der Saison 2004/05 war er in dieser mit 48 Treffern der beste Torschütze ligaweit. Anschließend wurde der Flügelspieler im NHL Entry Draft 2005 in der zweiten Runde als insgesamt 53. Spieler von den Atlanta Thrashers ausgewählt. Zunächst besuchte er jedoch vier Jahre lang die University of North Dakota und spielte parallel für deren Eishockeymannschaft in der National Collegiate Athletic Association. Mit seiner Universitätsmannschaft gewann er 2006 die Meisterschaft der Western Collegiate Hockey Association. 
Gegen Ende der Saison 2008/09 gab Kozek schließlich sein Debüt im professionellen Eishockey für Atlantas Farmteam, die Chicago Wolves aus der American Hockey League, für die er in der Folgezeit regelmäßig spielte. Im März 2011 wurde er leihweise an die Hershey Bears abgegeben, wofür die Chicago Wolves im Austausch den Verteidiger Josh Godfrey erhielten. Für die Saison 2011/12 unterzeichnete der Kanadier einen Vertrag bei den Nikkō Ice Bucks aus der Asia League Ice Hockey. Im August 2012 wurde Kozek vom EC Dornbirn aus der Erste Bank Eishockey Liga verpflichtet und wurde bester Torschütze der Liga, ehe er in der nächsten Saison zu EHC Linz wechselte. 2013/14 erzielte er für die Oberösterreicher 26 Tore und 12 Assists, 2014/15 bereits 32 Tore und 23 Assists. Auch 2015/16 wurde er bester Torschütze der Liga.
Zur Saison 2016/17 zog es ihn ins Nachbarland, er unterschrieb im April 2016 bei den Nürnberg Ice Tigers aus der Deutschen Eishockey Liga (DEL).

## Erfolge und Auszeichnungen
- 2005 Bester Torschütze (67 Treffer) der British Columbia Hockey League
- 2006 Broadmoor-Trophy-Gewinn mit der University of North Dakota
- 2013 Bester Torschütze (38 Treffer) der Österreichischen Eishockey-Liga
- 2016 Bester Torschütze (45 Treffer) der Österreichischen Eishockey-Liga

## Karrierestatistik
(Legende zur Spielerstatistik: Sp oder GP = absolvierte Spiele; T oder G = erzielte Tore; V oder A = erzielte Assists; Pkt oder Pts = erzielte Scorerpunkte; SM oder PIM = erhaltene Strafminuten; +/− = Plus/Minus-Bilanz; PP = erzielte Überzahltore; SH = erzielte Unterzahltore; GW = erzielte Siegtore; 1 Play-downs/Relegation; Kursiv: Statistik nicht vollständig)